# Titlāgarh
Titlāgarh är en ort i Indien.   Den ligger i distriktet Balāngīr och delstaten Odisha, i den centrala delen av landet, 1 100 km sydost om huvudstaden New Delhi. Titlāgarh ligger 217 meter över havet och antalet invånare är 28 405.
Terrängen runt Titlāgarh är huvudsakligen platt, men åt nordost är den kuperad. Terrängen runt Titlāgarh sluttar söderut. Runt Titlāgarh är det ganska tätbefolkat, med 185 invånare per kvadratkilometer. Titlāgarh är det största samhället i trakten. Omgivningarna runt Titlāgarh är en mosaik av jordbruksmark och naturlig växtlighet.